# Ante Pažanin
Ante Pažanin (Vinišće, 1. veljače 1930. – Zagreb, 28. ožujka 2015.), bio je hrvatski filozof i politolog. 
Na Filozofskom fakultetu u Zagrebu 1957. diplomirao germanistiku i filozofiju, a doktorirao u Kölnu 1962. Nakon pet godina provedenih na Filozofskom fakultetu u Sarajevu radio je na Fakultetu političkih znanosti u Zagrebu, gdje je u dva navrata (1971. – 1973., 1988. – 1990.) bio i dekan. Bavio se suvremenom filozofijom i fenomenologijom, a ponajviše odnosom politike i filozofije.
Godine 2001. Sveučilište u Zagrebu dodijelilo mu je počasno zvanje i titulu professor emeritus za posebne zasluge za razvitak i napredak Sveučilišta te za međunarodno priznatu znanstvenu i nastavnu izvrsnost.
Najvažnija njegova djela su: 
- Marx i materijalizam (1972.)
- Filozofija i politika (1973.)
- Metafizika i praktična filozofija (1988.)
- Um i povijest (1992.) i dr.

## Nagrade i priznanja
- 1968. – nagrada Grada Zagreba za filozofiju za knjigu Znanstvenost i povijesnost u filozofiji Edmunda Husserla
- 1990. – republička nagrada za društveno-humanističke znanosti za knjigu Metafizika i praktična filozofija
- 1997. – Humboldtova medalja za zasluge u znanstveno-kulturnoj suradnji Njemačke i Hrvatske
- odlikovanje Reda Danice hrvatske s likom Ruđera Boškovića[1]
- 2005. – Državna nagrada za životno djelo u području društvenih znanosti[2]

## Vanjske poveznice
- Tko je tko u hrvatskoj znanosti: Ante Pažanin  Arhivirana inačica izvorne stranice od 2. travnja 2015. (Wayback Machine)
- Hrvoje Jurić: »O djelu i liku filozofa i profesora Ante Pažanina«, u: Filozofska istraživanja, 123 God. 31 (2011) Sv. 3 (491–498)
- www.fpzg.unizg.hr – In memoriam prof. emeritus Ante Pažanin